# Steaua Pandorei
Steaua Pandorei (2004) (titlu original Pandora's Star) este un roman space opera scris de Peter F. Hamilton și face parte din Saga Commonwealth. Acțiunea începe în anul 2380, în care omenirea stăpânește tehnologia găurii de vierme de peste 300 de ani, mulțumită muncii lui Nigel Sheldon și Ozzie Isaacs, colonizând zeci de planete răspândite pe sute de ani lumină.

## Intriga
Pe o planetă îndepărtată, astronomul Dudley Bose realizează prima observare detaliată a unui eveniment astronomic cunoscut sub denumirea Învăluirea Perechii Dyson: două stele, situate la aproximativ 1.000 de ani-lumină de Pământ (la 750 de ani lumină de marginea spațiului Commonwealth-ului), par să fi dispărut. Teoria emisă este aceea că au fost închise în interiorul unor sfere Dyson. Investigațiile lui Bose arată că învăluirea stelelor Alfa Dyson și Beta Dyson s-a produs foarte repede și simultan, ceea ce înseamnă că tehnologia extratereștrilor Dyson (sau a altor extratereștri necunoscuți) o depășește pe cea a Commonwealth-ului. Mai mult, se pune întrebarea dacă extratereștrii Dyson s-au închis singuri în interiorul sferelor, sau acest lucru a fost realizat de o altă forță. Cu alte cuvinte, sferele au fost create pentru protejarea celor din interiorul lor, sau pentru a celor din afară?
Pentru a cerceta acest lucru, Commonwealth-ul construiește prima navă interstelară, A doua șansă. Comandată de Wilson Kime, unul dintre primii oameni care au ajuns pe Marte, și folosind ca propulsie o gaură de vierme auto-generată, A doua șansă călătorește spre Alfa Dyson. Ajunsă acolo, începe să exploreze ceea ce pare a fi un generator al învăluirii, dar acesta este oprit de un mecanism necunoscut și bariera din jurul stelei dispare. În fața ochilor exploratorilor se află acum o specie extrem de agresivă și războinică, rasa Primilor. Aceasta cuprinde inteligenții stabili care se înmulțesc și controlează vaste armate de 'mobili' cu inteligență inferioară, prin intermediul interfețelor neurale extinse electronic. Puținii stabili se luptă continuu între ei pentru teritorii și resurse.
Primii au colonizat Beta Dyson, aducându-i indigenii în stare de sclavie. Primii de pe Beta au început să se modifice prin manipulări genetice și îmbunătățiri mecanice, scăpând de sub controlul Primilor Alfa, ceea ce a dus la un război între cele două sisteme. Războiul a continuat până la ridicarea barierelor în jurul celor două stele.
După capturarea a doi membri din A doua șansă, unul dintre ei fiind Dudley Bose, Primii descoperă locația Commonwealth-ului. Odată cu aflarea acestui lucru, grupul stabil dominant - LuminăDimineațăMunte - își impune ca obiectiv primar distrugerea Commonwealth-ului. El crede că este necesară eliminarea oricărei alte forme de viață din univers pentru a-și asigura propria supraviețuire viitoare, considerând o amenințare orice formă de viață care nu se află sub controlul său.
Ca urmare a capturării celor doi membrii ai echipajului uman, LuminăDimineațăMunte descoperă conceptul tehnologiei găurii de vierme și își creează propriul generator. Folosind găurile de vierme, el detonează arme nucleare în locurile unde se află ceilalți stabili, devenind singurul membru inteligent al speciei sale din sistemul solar Alfa Dyson.
Între timp, o organizație subversivă umană cunoscută sub numele de Păzitorii Individualității este decisă să demonstreze existența unui extraterestru numit Starflyer, care ar fi scăpat în urma prăbușirii unei antice nave stelare (Marie Celeste) pe planeta Far Away. Guvernul Commonwealth-ului a declarat Păzitorii Individualității teroriști, punând pe urmele lor faimoasa investigatoare Paula Myo. Pe măsură ce căutările ei devin mai complexe, Myo începe să devină convinsă că Starflyer chiar există și că el a orchestrat eliberarea extratereștrilor ostili din sistemul Alfa Dyson, pentru a sluji propriilor scopuri.
Atacul Primilor asupra Commonwealth-ului realizat prin intermediul găurilor de vierme este devastator, incluzând arme nucleare menite atât pentru a subjuga lumile umane, cât și pentru a le contamina, ducând la moartea a milioane de oameni.

## Opinii critice
SFFWorld caracterizează romanul astfel: "Primul contact. Povești cu detectivi din viitor. Space opera. SF sociologic. Hard SF. Science fantasy. Acestea sunt doar câteva dintre sub-genurile SF-ului speculativ. Peter F. Hamilton reușește să adune laolaltă aceste elemente în strălucitoarea sa Stea a Pandorei, care poate fi descrisă, în mod paradoxal, printr-un singur cuvânt: EPIC."
SF Signal este de părere că "această space opera la scară largă, centrată pe personaje, este tipică pentru Hamilton și îi va mulțumi pe fanii trilogiei Zorii nopții", apreciind "stilul extrem de detaliat, deși uneori arid [care] realizează o imagine vie", potrivită pentru ecranizare.
Și SF Reviews constată că "Steaua Pandorei nu diferă foarte mult de celelalte epopei ale lui Hamilton în sensul că acoperă tot spectrul narativ" dar observă că "în ciuda dimensiunilor colosale și a regiei artistice desfășurată la scară largă, caracteristica esențială a lui Peter F. Hamilton este de a îmbutelia vinul vechi în recipiente noi și atrăgătoare. Extratereștrii ostili și bătăliile spațiale reprezintă esența revistelor pulp mucegăite de acum optzeci de ani, dar în mânile unui scriitor care iubește sincer genul vechiul pulp mustește de viață.